# Scala della Ragione
La scala della Ragione è un'opera quattrocentesca che fa parte del complesso monumentale del palazzo della Ragione a Verona. La struttura collega il cortile del Mercato Vecchio con il grande portale che dà accesso al piano nobile del palazzo.

## Storia e descrizione
Nel 1446 il Consiglio cittadino decise di realizzare nell'ampio spazio del cortile del palazzo della Ragione un collegamento verticale per consentire un agile accesso al piano nobile, che allo stesso tempo potesse comunicare, attraverso la sua architettura, il prestigio istituzionale che rivestiva il complesso nella Verona di allora. L’anno successivo venne così edificata, nell’angolo del cortile a ridosso della torre dei Lamberti, la scala della Ragione, completamente in marmo rosso di Verona.
Agli inizi del XVI secolo vi furono diverse aggiunte rinascimentali alla struttura di impianto tardogotico: venne aggiunta una copertura loggiata, ripresa in molti dipinti dell’epoca e successivi; inoltre, sul fronte della scala, furono inseriti una testa femminile e un tondo a rilievo. Molto più tardi fu invece dipinta nella lunetta del portale d’accesso una rappresentazione dell'Allegoria di Verona tra le Arti, opera di Giovanni Bevilacqua (1871-1968) che voleva testimoniare, oltre all'amore della città per l'arte, la presenza nel palazzo dell'Accademia di belle arti Gian Bettino Cignaroli, che ebbe qui sede tra il 1895 e il 1927.
L’intervento di restauro che si svolse tra il 1894 e il 1897, su progetto del noto architetto Camillo Boito, volle eliminare il più possibile le sovrastrutture che si erano aggiunte nel corso dei secoli precedenti al palazzo romanico, e prevedette pertanto anche la rimozione della copertura rinascimentale della scala, per riportarla ad un aspetto più antico.